# Antônio Conselheiro
Antônio Vicente Mendes Maciel (Quixeramobim, 13 mars 1830 — Canudos, 22 septembre 1897), mieux connu sous le nom d'Antônio Conselheiro (litt. Antoine Conseiller), mais se nommant lui-même le Pèlerin, était un prédicateur laïc et chef religieux millénariste brésilien.
Vers la fin des années 1850, poussé sans doute par des déboires domestiques, il commença une vie d’errances dans les campagnes semi-arides et peu peuplées (Sertão) du Nordeste brésilien, tout en prêchant une sorte de mysticisme chrétien primitif, assorti de préceptes moraux avant tout pratiques. Selon la vision classique (c'est-à-dire celle des élites européanisées du littoral, véhiculée en particulier par le maître-livre d’Euclides da Cunha), Antônio Conselheiro, faisant forte impression sur les populations rurales des sertões nordestins par son allure christique, et trouvant dans la structure mentale de la population, avec ses coutumes locales ancestrales et ses atavismes, notamment le sébastianisme, un terreau propice, réussit par ses prédications, combinées à diverses bonnes œuvres et à sa réputation de thaumaturge, à acquérir un fort ascendant chez les habitants d’une grande partie du Nordeste.
Sa doctrine millénariste et son messianisme, — lesquels au demeurant, s’appuyant sur des sources liturgiques reconnues par l’Église, ne s’écartaient guère de l’orthodoxie catholique et se fondaient avec les traditions religieuses séculaires propres au sertão —, le portaient à prôner une stricte ascèse et le renoncement aux biens terrestres, mais aussi à critiquer âprement l’Église catholique romaine. Partisan, pour des raisons religieuses, de la monarchie, il s’opposa au nouveau régime républicain instauré en 1889 et aux nouvelles législations, notamment relatives au mariage civil, jusqu’à entrer, en 1893, en rébellion ouverte contre les autorités, en provoquant des incidents violents. Contraint d’éviter désormais les zones peuplées, il fonda, avec sa suite de sectateurs, une colonie autonome dans l’ancienne fazenda abandonnée de Canudos, située dans un lieu écarté et aride du nord de l’État de la Bahia, que vinrent bientôt rejoindre des milliers de sertanejos — en majorité paysans, Indiens, et esclaves noirs récemment affranchis, mais aussi quelques personnes de la classe aisée. Davantage que par un fanatisme religieux irrationnel ou par une psychose collective, postulés par les élites du littoral, l’engouement des sertanejos pour la colonie d’Antônio Conselheiro s’explique par des motifs avant tout pragmatiques, même si le désir d’obtenir la rédemption dans cette cité de Dieu joua un rôle important : il s’agissait en effet aussi de s’échapper d’un monde tourmenté par les catastrophes naturelles, marqué par des rapports sociaux violents et inégalitaires (restés inchangés en dépit de la révolution républicaine), et de trouver refuge dans une communauté plus solidaire, où l’économie était largement socialisée, quitte à se plier aux règles et rites parfois extravagants du chef ; s’y ajoutait, dans les campagnes profondes, une perte générale de repères à la suite des transformations républicaines et de la modernisation.
Cependant, la colonie des Canudenses finit, en particulier par la pénurie de main-d’œuvre que les nombreux départs vers Canudos risquaient de provoquer dans les fazendas, de susciter l’hostilité des grands propriétaires fonciers, lesquels, secondés par une Église catholique désireuse de rétablir son autorité pleine et entière dans ces régions éloignées, surent mobiliser les élites dirigeantes dans la capitale de l’État fédéré et amener le gouverneur de Bahia, à la faveur d’un banal incident opportunément outré, à dépêcher contre Canudos un détachement de police, que les conselheiristes cependant réussirent à refouler. L’échec de cette première expédition détermina une requête d’intervention fédérale et fut l’amorce d’une escalade du conflit, alimentée par la presse de l’époque et de nombreux historiens contemporains des événements, qui s’appliquèrent, pour justifier l’intervention militaire et le subséquent massacre, à dépeindre Conselheiro comme un dément, comme un fanatique religieux et (à tort) comme l’un des dirigeants d’une vaste contre-révolution monarchiste. Antônio Conselheiro et ses jagunços (hommes armés), aidés par l’environnement naturel hostile de Canudos et par les erreurs d’appréciation répétées des militaires, surent opposer une résistance farouche aux offensives des forces armées fédérales ; ce n’est qu’à l’issue d’une quatrième expédition militaire, de grande envergure, dernier acte de la dénommée guerre de Canudos, que le pouvoir républicain parvint enfin, en 1897, à s’emparer du village rebelle, pour l’anéantir complètement et massacrer la quasi-totalité de la communauté, soit environ 15 000 personnes. Antônio Conselheiro lui-même périt dans la phase finale du conflit, probablement de la dysenterie.

## Biographie

### Contexte historique et culturel
Le nord-est du Brésil connut en 1877 l’une des sécheresses périodiques les plus calamiteuses de son histoire. Cette sécheresse, qui dura deux ans, eut un effet dévastateur sur l’économie principalement agraire de cette région semi-aride et provoqua la mort par déshydratation et inanition de plus de 300 000 paysans. De nombreux villages furent complètement abandonnés et l’on assista même à des cas de cannibalisme. Des groupes de flagellants affamés parcouraient les routes en quête de secours de l’État ou d’aide divine ; des bandes armées voulurent instaurer la justice sociale « par leurs propres mains » en attaquant les fermes et les petites localités, car dans l’éthique des désespérés « voler pour tuer la faim n’est pas un crime ».
Entre 1888 et 1889, le Brésil traversa une période de transformation révolutionnaire et de bouleversements sociaux, économiques et politiques les plus profonds de son histoire depuis la découverte en l’an 1500. Le 13 mai 1888, l’esclavage fut aboli par l’empereur régnant Dom Pedro II, au moyen d’un acte signé par sa fille, la princesse Isabel. Plus de cinq millions de noirs, qui du jour au lendemain s’étaient retrouvés sans travail, abandonnèrent les domaines agricoles et allèrent gonfler les rangs des gens en extrême pauvreté dans les villes et les campagnes. Des dizaines de milliers de fermiers furent ruinés et, pendant un temps, l’activité agricole s’était presque arrêtée, plus particulièrement dans les cultures à forte intensité de travail, telles que le café, le coton, le tabac et la canne à sucre, qui constituaient les piliers de l’économie brésilienne à cette époque. D’autre part, le 15 novembre 1889, l’empereur fut déposé par un coup d’État militaire et la république proclamée, ajoutant un surcroît d’instabilité et de dissension dans un pays déjà en effervescence.
C’est dans ce contexte qu’un certain Antônio Maciel, dit Antônio Conselheiro, mystique ambulant, erra durant plus d’un quart de siècle dans les sertões du nord-est en prêchant la fin du monde et en prônant la pénitence et le renoncement aux biens terrestres ; son renom ne cessa de croître parmi les sertanejos pauvres, qui l’appelaient le Bon Jésus, et aux yeux desquels il devint une figure sainte, un prophète envoyé de Dieu pour les secourir. Outre les contingences historiques exposées ci-dessus, Antônio Conselheiro trouva un terreau favorable dans les mentalités, croyances traditionnelles et superstitions séculaires (parmi lesquelles le sébastianisme) transférées d’Europe en Amérique portugaise avec la colonisation mais demeurées intactes dans les arrière-pays du nord-est par le relatif isolement de ces régions vis-à-vis des zones du littoral. Son rudimentaire gnosticisme bénéficia, grâce aux croyances ambiantes, d’une caisse de résonance, faisant de lui un acteur à la fois passif (en absorbant les superstitions locales) et actif (en les amplifiant). Euclides da Cunha, auteur d’un ouvrage devenu classique, mais tendancieux, sur le phénomène de Canudos, soutient qu’il y avait entre Conselheiro et ses interlocuteurs sertanejos la plus complète réciprocité d’influences et souligne que les traits les plus typiques de son mysticisme étrange avaient déjà été, dans l’histoire du Brésil, des formes religieuses banales ; postulant une perturbation psychique comme condition première, il rend compte de la façon suivante de l’ascendant que Conselheiro, qui n’avait selon Da Cunha aucune valeur personnelle, réussit à exercer sur les foules :

« Cette pensée régressive qu’il manifesta, caractérisant son tempérament vésanique, est certainement un cas notable de dégénerescence intellectuelle, mais tel qu’il était — incompris, déséquilibré, rétrograde, rebelle —, elle ne l’isola pas du milieu où il agit. (…) Son esprit prédisposé à une franche rébellion contre l’ordre naturel (…) se cristallisa dans une ambiance propice d’erreurs et de superstitions communes. »

L’historiographie ultérieure au contraire, sans méconnaître l’importance des motivations religieuses et psychologiques, tentera de rationaliser l’engouement des sertanejos pour Antônio Conselheiro et de démontrer en particulier que la décision de le suivre à Canudos a pu leur apparaître comme une solution raisonnable, propre à les extraire de leur éprouvante situation sociale et économique, quitte pour cela à se soumettre à une stricte observance religieuse.

### Jeunes années dans le Ceará
Antônio Vicente Mendes Maciel naquit le 13 mars 1830 dans la ville de Quixeramobim, pour lors une petite bourgade perdue au milieu de l’écorégion de la Caatinga, dans le sertão central de la miséreuse province du Ceará Grande. Son père Vicente, bien que considéré par certains comme un semi-visionnaire et un iconoclaste, accomplit cette prouesse, rare pour quelqu’un né dans une famille de vaqueiros (gardiens de bétail), de monter sa propre maison de commerce et de devenir un négociant possédant plusieurs succursales et dont les affaires prospéraient; s’il était, quoique métis de complexion moyenne, catalogué par les journalistes locaux comme blanc issu de bonne famille, c’était uniquement par la grâce de son statut économique. En revanche, cela ne retiendra pas les chroniqueurs de Rio de Janeiro ou de São Paulo de taxer son fils Antônio de messie caboclo. Le teint olivâtre de celui-ci sera plus tard imputé à une ascendance en partie indienne.
Antônio avait un aspect malingre et pâle, était timide et studieux, et passait beaucoup de temps à l’intérieur, travaillant avec son père. Ses parents, des éleveurs et négociants, appartenant à la classe conservatrice, firent très tôt le vœu qu’Antônio embrassât la carrière sacerdotale, compte tenu que l’entrée dans le clergé était à cette époque l’une des rares voies d’ascension sociale ouverte aux classes inférieures. La deuxième épouse de Vicente, Maria Maciel (connue aussi sous le nom de Maria Chana), imposait une stricte discipline religieuse dans le ménage, et les punitions étaient fréquentes. Son enfance fut par ailleurs marquée par une sanglante vendetta qui opposa sa famille à la puissante famille des Araújo, une de ces vendettas alors tout à fait courantes dans ces régions, et qui provoqua nombre de morts dans les deux familles, au gré du cycle tragique de l’honneur blessé et de la subséquente vengeance.
Cependant, avec la mort de la mère en 1834, le dessein de faire d’Antônio Vicente un ecclésiastique dut être abandonné. Son père convola en secondes noces en 1836,, et désormais, la vie d’Antônio et de ses deux sœurs sera marquée, outre par le manque d’affection au foyer, les mauvais traitements de la part de la belle-mère et une religiosité austère, par le statut économique déclinant du père consécutif à son alcoolisme et à de néfastes investissements. Antônio alla étudier chez son grand-père, Manoel Antônio Ferreira Nobre, qui était enseignant à Quixeramobim. Il se développa bien, évoluant en un élève sérieux, calme et travailleur, et apprit le latin, le portugais, le français, les mathématiques, la géographie et l’histoire. En 1855, à la mort de son père, il se vit contraint d’abandonner les études et de reprendre en mains le commerce familial, et eut ainsi inopinément, à l’âge de 25 ans, la charge de quatre sœurs cadettes non mariées. Du reste, Antônio n’ayant que peu hérité et se trouvant au contraire devant une grande quantité de dettes à éponger, la situation financière de la famille continua de péricliter, aggravée encore par des pratiques spéculatives disproportionnées, à telle enseigne qu’Antônio dut comparaître en justice pour non remboursement de dettes.
En 1857, il épousa une sienne cousine, Brasilina Laurentina de Lima, alors âgée de 15 ans. Entre-temps cependant, de plus en plus endetté, il dut hypothéquer sa maison et liquider le restant des actifs de son père. L’année suivante, le jeune couple déménagea pour Sobral (à deux centaines de km au nord-ouest de Quixeramobim), où Antônio Vicente trouva à s’employer comme précepteur en portugais, arithmétique et géométrie, donnant des leçons aux enfants de quelques négociants et grands fermiers de la région. Le couple eut probablement deux enfants, le dernier venant au monde en 1860. En 1859, on le vit travailler comme clerc de commerce, avant d’ouvrir une mercerie à Tamboril, puis bientôt une autre à Campo Grande (actuelle Guaraciaba do Norte); toutes deux cependant firent faillite. Toujours à Campo Grande, il accomplit la fonction de greffier du juge de paix, cependant sans s’y attarder davantage, se déplaçant en effet constamment, à la recherche de meilleurs débouchés pour ses services. Ainsi, après Campo Grande, s’installa-t-il à Santa Quitéria, puis enfin à Vila do Ipu Grande, pour lors petite localité sise à la lisière entre le sertão voué à l’élevage et la fertile Serra da Ibiapaba, où il devint caissier, et tenta ensuite de gagner sa vie comme avocat sans titre (requerente), défendant les pauvres et les démunis en échange d’une petite rémunération,.
En 1861, alors que le jeune ménage comptait déjà deux enfants, il surprit sa femme à son domicile d’Ipu en flagrant délit d’adultère avec un sergent de police. Conformément au code d'honneur sertanejo, deux possibilités s’offraient alors à lui : soit se venger, c'est-à-dire en l’espèce assassiner femme et amant, soit subir une humiliation perpétuelle ; mais c’est une troisième option qu’il choisit : la fuite. Couvert de honte, humilié et abattu, il se retira d’abord dans une ferme et travailla comme enseignant rural, tout en s’adonnant de plus en plus au mysticisme chrétien. S’étant rendu à nouveau à Santa Quitéria, dans le Ceará, il y vécut entre 1862 et 1863 avec une artiste locale du nom de Joana Imaginária, dont il eut un troisième enfant, un fils nommé Joaquim Aprígio, et peut-être d’autres enfants encore. Cependant, ne pouvant tenir en place, il s’installa à Crato, devint colporteur, et accompagna les missionnaires itinérants qui prêchaient dans les foires hebdomadaires. Pour le reste, l’on sait peu de choses sur sa vie dans les années 1860, au point même de perdre bientôt sa trace, mais pendant moins longtemps que ne le suggère Da Cunha : ainsi, de 1865 à 1869, il erra dans les arrière-pays (sertões) du nord-est brésilien, et encore à partir de 1871. En particulier, il séjourna dans les sertões du Cariri, qui dès cette époque déjà agissaient comme un pôle d’attraction pour pénitents et flagellants. Vers 1870, il fut poursuivi pour dettes à Quixeramobim ; il resurgit à São Mateus, dans le Ceará, en 1872, puis l’année suivante à Assaré, où il fit la connaissance des frères Villanova, qui établiront plus tard des commerces dans le village de Canudos, fondé par lui en 1893. Il s’était mis à vivre de la charité, menant une vie de pénitent. Il est certain qu'il prêta l’oreille aux sermons du père Ibiapina, qui prêchait contre la vanité, et brûlait publiquement parures et colifichets.
Vers le milieu de la décennie 1870, il se vit accorder le titre de conselheiro (litt. conseiller), rang auquel peu d’hommes religieux parvenaient alors à se hisser ; ce titre, plus élevé que celui de beato (le beato, qui était formellement consacré tel par un prêtre, se consacrait à mendier au bénéfice des pauvres), habilitait son titulaire à prêcher et à dispenser des conseils en matière tant spirituelle que profane, p.ex. au sujet de mariages difficiles ou d’enfants désobéissants. On le voit ensuite apparaître dans les sertões de Pernambouc, du Sergipe et de la Bahia, accomplissant toujours les mêmes tâches d’un ermite pénitent, visitant les missions de capucins, et faisant des adeptes parmi ce qui subsistait de la population indienne. Lors de ses pérégrinations, il gardait toujours en poche deux livres religieux alors très en vogue : la Missão Abreviada (litt. Mission abrégée, ouvrage du prêtre portugais Manuel Couto) et les Heures mariales (Horas marianas, ou Petit office de la Sainte Vierge).

### Pérégrinations
Selon Euclides da Cunha, il eut une crise d’hallucination à Paus Brancos, dans l’État de Ceará, et blessa un parent qui lui avait offert l’hospitalité. Devant la police alertée, sa victime s’empressa de l’innocenter, ce qui lui épargna la prison. On l’aperçut ensuite s’en allant dans la direction de Crato, toujours dans le même État de Ceará, vers le sud. Suivirent alors une dizaine d’années dont on ignore quasiment tout. Toujours selon Da Cunha, qui aurait rencontré un témoin de ses allées et venues dans le Pernambouc, il faisait, dès cette époque, forte impression sur les sertanejos, quand il leur apparaissait au cours de ses errances ; il ne faisait jamais allusion à son passé, et ne s’exprimait que par des phrases brèves, ou de rares monosyllabes ; « il marchait sans but précis, d’un lieu à l’autre, indifférent à la vie et à ses dangers, s’alimentant mal et occasionnellement, dormant à la belle étoile sur le bord des chemins, s’infligeant une dure et longue pénitence. »
Il passa ensuite aux sertões de l’État de Sergipe, et se dirigea en 1874 vers la ville d’Itabaiana. Il y fit son apparition et frappa les esprits, comme partout ailleurs, par son bizarre aspect et accoutrement : mince, de haute taille, avec une longue chevelure noire et une longue barbe, toujours vêtu d’une longue et grossière tunique bleue de coton sans ceinture, coiffé d’un chapeau de paille aux larges bords rabattus, et chaussé de sandales de cuir, une croix de bois autour du cou, composant ainsi une figure impressionnante, qui évoquait pour les gens celle du Christ. Sur le dos, il portait un grand sac de cuir où il portait du papier, une plume et de l’encre, et les deux ouvrages déjà signalés : la Missão Abreviada et le Petit office de la Sainte Vierge. Il vivait d’aumônes, dédaignant tout superflu, et recherchait les gîtes isolés, n’acceptant pour s’allonger qu’une planche dure. Plus d’une fois, son ascétisme exacerbé et l’observance de jeûnes prolongés l’auraient mené au seuil de la mort.
Après de longs mois d’errances, il surgit enfin dans les sertões du nord de la Bahia. Toutefois, son prestige s’étant accru entre-temps, les premiers fidèles s’étaient mis à le suivre, spontanément, sans qu’il les eût appelés. C’étaient, selon Da Cunha, « surtout des individus pauvres et suspects, n’aimant guère le travail, une farandole de vaincus de la vie, enclins à la fainéantise et à la rapine. »
Peu à peu, il se mua en pèlerin, en bienfaiteur itinérant, en conseiller des pauvres (conselheiro, titre donné dans le sertão aux missionnaires laïcs), en même temps qu’en un pieux prédicateur et chef religieux. Partout où il apparaissait, il réparait les églises délabrées, entourait les cimetières d’un mur de clôture, et prêchait ce qui dans la vision des élites brésiliennes du sud n’était qu’un obscur méli-mélo de morale chrétienne et de visions apocalyptiques. Appelé par les gens simples de la région tantôt Antônio Conselheiro (Antoine Conseiller), Santo Antônio dos Mares (saint Antoine des Mers), Santo Antônio Aparecido (saint Antoine Apparu) ou Bom Jesus Conselheiro (Bon Jésus Conseiller), il commença d’attirer à lui non seulement des admirateurs, mais aussi des adeptes fanatiques, qui se mirent à lui faire cortège.
En 1874, dans le Sergipe, le journal O Rabudo sera le premier à évoquer publiquement le personnage d’Antônio Maciel comme pénitent ayant acquis une certaine notoriété dans les sertões ; dans son numéro du 22 novembre, l’on pouvait lire en effet : 

« Cela fait six mois que tout le centre de cette province et de la province de Bahia est infesté par un aventurier sermonneur, arrivé (dit-il lui-même) du Ceará, et se faisant appeler Antoine des Mers, lequel, à la suite de miracles apparents et controuvés que l’on dit qu’il a accomplis, a réussi à se faire donner du saint Antoine des Mers par le peuple. Ce mystérieux personnage, portant une énorme chemise bleue qui lui donne l’aspect d’un prêtre, affreusement sale, la chevelure épaisse et graisseuse dans laquelle l’on aperçoit clairement une épouvantable multitude de poux, se distingue par son air énigmatique, ses yeux rabaissés, son teint pâle et ses pieds nus ; tout concourt pour faire de lui la figure la plus dégradante du monde. » »

Au moment où on le signale en 1876 dans le bourg d’Itapicuru de Cima, près de Monte Santo, il jouissait déjà d’une grande renommée, à telle enseigne qu’il fit l’objet d’une petite notice dans l’almanach Laemmert de 1877, publié à Rio de Janeiro : 

« Un individu qui prétend s’appeler Antônio Conselheiro vient d’apparaître dans le sertão du nord ; il exerce une grande influence sur l’esprit des classes populaires, et se sert de son extérieur mystérieux et de ses coutumes ascétiques pour en imposer à l’ignorance et à la simplicité. Il se laisse pousser la barbe et les cheveux, s’habille d’une tunique de coton et s’alimente à peine, ayant presque l’apparence d’une momie. Accompagné de deux profès, il passe son temps à réciter le chapelet et à chanter des litanies, à prêcher et à donner des conseils aux foules qu’il réunit là où les prêtres le lui permettent ; et, tout en réveillant des sentiments religieux, il attroupe le peuple et le conduit selon son gré. Il se montre un homme intelligent mais sans culture. » »

Toutefois, il convient de nuancer cette vision d’Antônio Conselheiro telle que l’expriment les chroniqueurs de Rio de Janeiro et de São Paulo ainsi que, plus spécialement, l’ouvrage de Da Cunha, vision qui est celle des élites européanisées du littoral. Deux aspects importants sont ici à prendre en considération : d’une part la circonstance qu’à cette époque, dans les dernières décennies du XIXe siècle, les archidiocèses de Salvador et d’Olinda avaient, vu la pénurie de jeunes recrues prêtes à exercer leur ministère dans les villages des sertões nordestins, virtuellement renoncé à y envoyer de nouveaux prêtres, que par conséquent l’église devait de plus en plus s’en remettre à des missionnaires étrangers, et que l’attrait exercé dans ces années-là par Antônio Conselheiro trouvait son origine sans doute davantage dans cette privation de prêtres que dans ses pouvoirs mystiques et charismatiques ; et d’autre part le fait qu’Antônio Conselheiro ne faisait que prolonger la tradition séculaire des ermitães (laïcs) du XVIe siècle, lesquels étaient pareillement vêtus d’une longue robe indigo maintenue à la taille par une cordelette, portaient barbe et cheveux longs, marchaient pieds nus ou dans de rudimentaires sandales, et lesquels, à défaut de prêtres ordinaires, étaient considérés comme les représentants de l’Église.

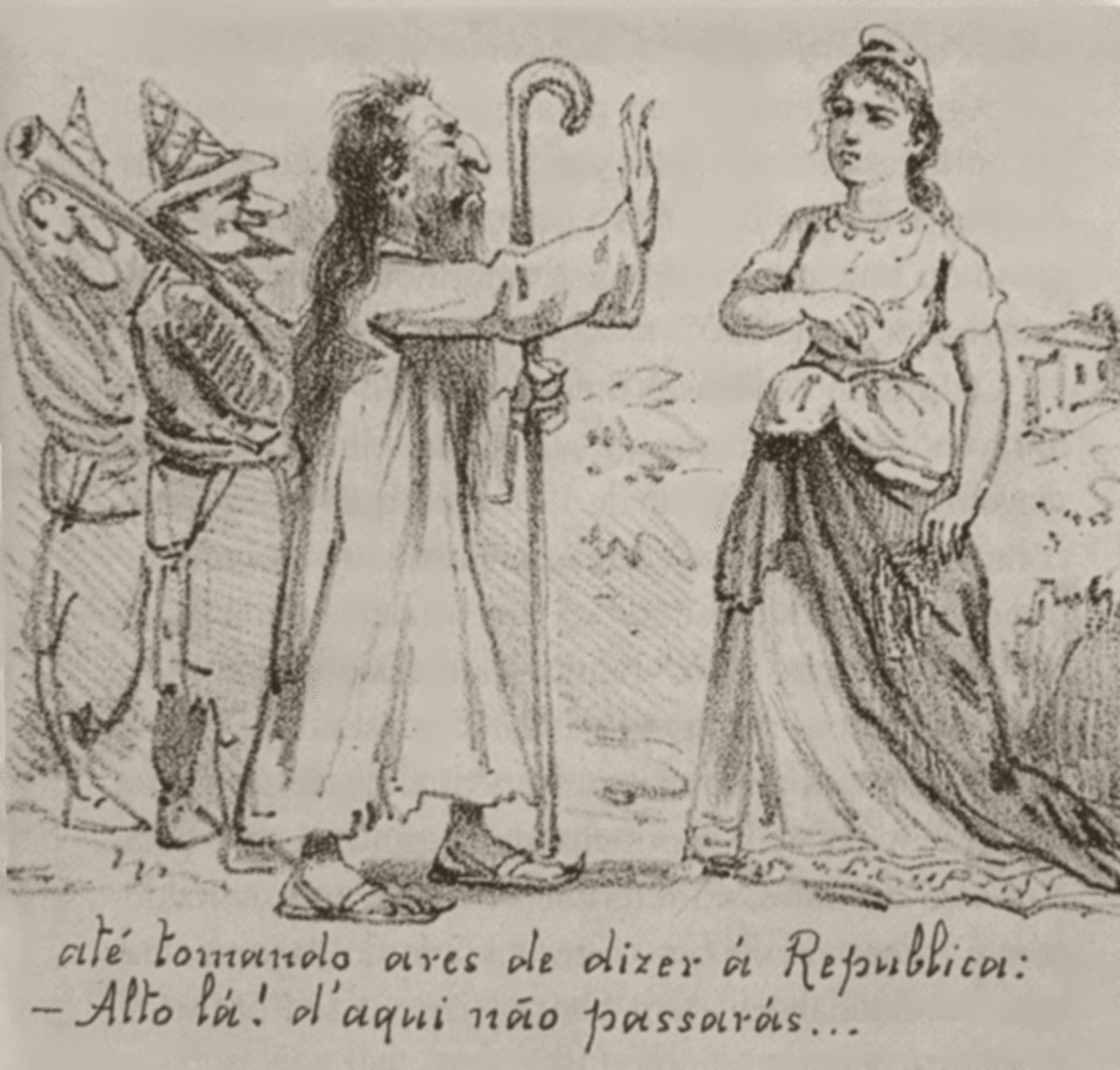
La revue Revista Ilustrada, d’Angelo Agostini, vecteur de propagande republicaine sous l’Empire, représenta le Conselheiro de manière caricaturale, avec ici une suite de bouffons armés d’antiques tromblons, s’efforçant de faire barrage à la République. Exemple de la façon dont la presse de l’époque réagit au messianisme de Maciel.

Vers 1874, Antônio Conselheiro commença à attirer sur lui l’attention des autorités et de l’église catholique, en raison de sa prédication à l’adresse des opprimés et des paysans démunis des petites villages et des fazendas (grands domaines agricoles). En 1876, célèbre déjà comme homme saint et comme pèlerin, il fut détenu par la police à Itapicuru (Bahia) sur la foi d’une rumeur selon laquelle il aurait tué sa mère et sa femme. Il n’opposa du reste aucune résistance à cette arrestation et dissuada ses partisans de s’interposer. Son identité établie, il fut envoyé par bateau à Fortaleza, où il fut brutalement frappé et où l’on coupa ses cheveux et sa barbe, avant d’être renvoyé dans sa ville d’origine, Quixeramobim. Le juge local cependant, en l’absence de toute preuve ou indice contre lui — sa mère notamment mourut quand il n’avait que six ans —, le relâcha, après quoi Antônio retourna aussitôt à Bahia pour y reprendre ses errances et prédications au milieu de ses disciples, qui l’avaient fidèlement attendu. Il fit le vœu d’édifier 21 églises (entreprenant déjà de le faire dans 12 villes des hauts-pays des provinces de Bahia et de Sergipe), de même que de petits barrages, des citernes pour l’entreposage d’eau, et des cimetières. En rapport avec ces derniers, il y a lieu de souligner que l’enterrement était un rite extrêmement important dans la société du sertão : il n’était pas rare de voir une famille vendre presque toutes ses possessions pour financer les obsèques d’une personne chère ou pour acquérir une concession funéraire dans un lieu plus prestigieux. Son premier projet fut la reconstruction d’une chapelle à Itapicurú en 1874, la première des 25 églises qu’il prit sous son égide au fil de ses pérégrinations, en mettant à contribution des paroissiens disposés à travailler sans rémunération et les disciples qui le suivaient.
En 1877, il s’en alla errer pendant quelque temps dans les environs de Curaçá, dans le nord de la Bahia, et choisit de préférence pour lieu de séjour le village de Chorrochó, sur le cours inférieur du fleuve São Francisco ; si ce bourg ne comptait que quelques centaines d’habitants seulement, la foire très courue qui s’y déroulait rassemblait une grande partie de la population de cette contrée. Un petit arbre à l’entrée du village, sous l’ombre duquel Antônio Conselheiro s'était reposé, devint un arbre sacré, et fit l’objet d’une phytolâtrie extraordinaire : les malades crédules se soignaient sous ses frondaisons, et ses feuilles produisaient une panacée réputée infaillible. Du reste, on lui attribuait des miracles, et des légendes se tissaient autour de sa personne. Dans le village de Bom Jesus, qu’il avait fondé, et où l’on était occupé à construire l’église, il aurait fait en sorte que deux ouvriers fussent à même de porter avec légèreté une très lourde poutre ; à Monte Santo, dans la chapelle se dressant au sommet de la montagne, sa présence aurait amené une statue de la vierge à verser des larmes de sang.
Antônio Conselheiro et ses adeptes s’efforçaient de soulager, dans la mesure de leurs moyens, l’extrême souffrance des pauvres, s’assurant ainsi un nombre sans cesse croissant d’admirateurs et d’affiliés à leur groupe, où le sentiment d’une imminente fin du monde et la conviction que le salut ne pouvait provenir que de la seule religion tendaient à favoriser l’émergence d’un fanatisme religieux. En raison de ce que Conselheiro était venu à passer pour un saint homme et pour un messie, et à cause de ses prédications dans les petites églises des arrière-pays et de ses critiques de plus en plus acerbes à l’encontre de l’église officielle, l’archevêque de Bahia édicta en 1882 un ordre interdisant aux prêtres de laisser leurs ouailles approcher Antônio Conselheiro et qualifiant celui-ci d’apostat et de dément (v. ci-dessous).
Il est peu de localités, dans toute la région de Curaçá, où on ne l’ait pas aperçu, accompagné de son cortège de sectateurs, faisant son entrée solennelle dans le bourg à la tête d’une foule recueillie et silencieuse, arborant des images, des croix et des bannières religieuses. Les activités normales s’interrompaient, et la population convergeait vers le village, où Antônio Conselheiro éclipsait alors les autorités locales durant quelques jours. Une tonnelle de feuillage était dressée sur la place pour donner place aux dévots qui venaient y faire leurs prières, de même que l’on montait une estrade pour permettre à Antônio Conselheiro de prononcer ses prêches. Celui-ci prenait soin de laisser chaque fois une trace de son passage, sous forme d’un cimetière reconstruit, d’une église restaurée, ou d’une nouvelle chapelle qu’il avait fait ériger. Beaucoup le voulaient comme parrain pour leur enfant, et les registres de baptême témoignent de ce qu’il était accepté à ce titre par des familles appartenant à toutes les couches de la population. Les parents dérogeaient ainsi à la coutume établie consistant à désigner pour ce rôle un propriétaire foncier ou un politicien ou quelque autre personne à laquelle ils pouvaient faire appel en cas de détresse. D’autre part, le choix d’Antônio Conselheiro comme parrain engendrait de forts liens de loyauté entre lui et les familles qui l’honoraient de cette manière et apporte sans doute une explication rationnelle de l’âpreté avec laquelle les ouailles de Conselheiro allaient plus tard combattre, voire se sacrifier pour lui : ils le considéraient aussi proche d’eux que leur propre parentèle.
Antônio Conselheiro avait des précurseurs, dont le plus éminent fut assurément le père Ibiapina, et ne manquait pas d’imitateurs ; l’on connaît au moins deux faux Conselheiro. En 1890 ou 1891, Antônio Conselheiro installa un groupe de ses adeptes dans deux fazendas abandonnées sises à deux cents km environ au nord de Salvador. Ils ensemencèrent les terres, commencèrent à élever des poulets et des chèvres, creusèrent une citerne et érigèrent une église. Le peuplement, connu d’abord sous le nom de Bom Jesus, prospéra et devait plus tard se développer en l’actuelle localité bahianaise de Crisópolis. Quant à Antônio Conselheiro lui-même, une fois la colonie établie, il reprendra ses pérégrinations.

### Prédication
Sur la place des villages qu’il visitait, Antônio Conselheiro avait pris l’habitude de monter sur une estrade improvisée pour y prêcher. Dans la version de Da Cunha, il débitait alors, devant une foule subjuguée, avec des gestes parcimonieux, en évitant de regarder l’assistance, un long et stupéfiant méli-mélo saccadé, confus, fait de conseils dogmatiques, de préceptes moraux, d’extraits du Petit office de la Sainte Vierge, de prédictions abracadabrantes, entrelardé de citations latines, par lequel il exposait un vague système religieux ; s’érigeant en messie, en homme prédestiné descendu sur terre par la volonté divine et dont la venue avait été prophétisée par le Christ lui-même, Antônio Conselheiro prédisait le jugement de Dieu, la disgrâce des puissants et le règne millénaire et ses félicités.
La vérité cependant, au-delà de cette présentation assez biaisée faite par un membre des élites sudistes (et admise ensuite comme vérité historique par plusieurs générations d’intellectuels brésiliens), est que, effectivement, les populations de la région trouvaient Antônio Conselheiro un orateur fascinant et que celui-ci était doué d’une voix sonore qu’il était habile à projeter vers son public en cadences rythmées. Selon des témoignages, l’assistance avait alors la sensation de « s’envoler vers les nuages ». Il est exact également qu’il commençait ses sermons par quelques phrases en latin, sans doute à l’effet d’affermir son autorité — à l’instar, au demeurant, des curés locaux. Parfois, il maintenait le regard fixe pendant quelques minutes, comme en transe. Ces techniques de comportement n’avaient vraisemblablement pas d’autre but que d’accrocher le public et de renforcer l’impact de ses sermons. Tout cela fut malveillamment exagéré par Da Cunha.
Le contenu de ses allocutions était dans une large mesure d’ordre pratique. Ainsi flétrissait-il les employeurs qui trompaient leur personnel, mais tout autant les employés qui volaient leur patron. Il prêchait contre le protestantisme, la franc-maçonnerie, la laïcité, etc. mais le plus souvent enseignait la pénitence, la moralité, la droiture et la dévotion. En raison sans doute qu’il s’était toujours opposé à l’esclavage, des centaines d’esclaves affranchis s’attroupaient, une fois l’abolition réalisée, pour l’entendre et, plus tard, beaucoup allaient le suivre dans sa colonie de Canudos. Il existe des témoins, plus objectifs que Da Cunha, qui s’émerveillaient de son affabilité et de sa préoccupation pour les victimes des malversations politiques et de l’arbitraire policier. L’assistance de ses sermons pouvait parfois se monter jusqu’à trois mille personnes, et il s’enhardit même à visiter quelques villes de la côte. Toutefois, sa présence était source de tension chez les propriétaires fonciers et chez les autorités, quoique ses foules ne perturbassent jamais l’ordre public.
La documentation conventionnelle et les archives relatives à Antônio Conselheiro sont rares et dans certains cas suspectes. Les documents qui nous sont parvenus comprennent notamment : les deux livres de prières rédigés par Antônio Conselheiro dans une écriture et un style fluides et exercés, dont les neuf dixièmes environ du texte consiste en des interpolations de prières et d’homélies prélevées directement de la bible ou d’autres sources liturgiques (cf. ci-dessous) ; des lettres envoyées par lui ou par d’autres habitants de Canudos à des personnes extérieures, lettres dont il est question dans quelques chroniques écrites à propos d’Antônio Conselheiro avant la parution d’Os Sertões mais auxquels Da Cunha n’a pas eu accès avant la rédaction de son livre, et qu’une source seulement (à savoir Favilla Nunes) reproduit dans leur intégralité ; enfin, le récit de quelques rares témoins oculaires qui ont vu et entendu Antônio Conselheiro parler et qui ont rendu compte de leurs impressions et réactions, mais dont la plupart étaient prédisposés à voir en lui ce qu’ils voulaient y voir, c'est-à-dire des signes de déséquilibre mental et de fanatisme. Pourtant, l’on ne trouve rien dans ses écrits qui indique quelque type de manie ou de comportement déséquilibré que ce soit. Les sermons d’Antônio Conselheiro en particulier montrent un chef religieux très différent du fanatique mystique ou du prophète millénariste décrit dans Hautes Terres. Ils révèlent au contraire un meneur religieux qui adhérait à un catholicisme traditionnel, basé sur le modèle de la vie pieuse et pénitente, tenue pour unique manière de gagner son salut. À preuve entre autres, il ne signait jamais que par Antônio Vicente Mendes Maciel, jamais par Santo ou Bom Jesus, ou même par Conselheiro, et sa devise était : « seul Dieu est grand » (só Deus é grande).
Antônio Conselheiro œuvrait à titre de missionnaire laïc orthodoxe dévoué, qui du reste mettait en garde contre la désobéissance civique et religieuse. Il avait des idées très arrêtées sur la justice sociale et s’opposa personnellement à l’esclavage. Ses adeptes n’étaient pas des primitifs aberrants, mesmérisés par la superstition religieuse, comme les chroniqueurs contemporains s’évertuaient à les présenter, mais composaient une communauté hétérogène comprenant des esclaves émancipés, des métis d’Indiens et d’Européens, des métayers, des citadins originaires de petites villes, et même quelques membres liés par des liens de parenté aux sphères dirigeantes du littoral.
Les écrits du Conselheiro, comprenant les livres manuscrits, au nombre de deux, mentionnés ci-haut, furent découverts dans sa maison de Canudos après sa mort. Il s’agit, premièrement, d’un volume intitulé Preceitos, daté de 1895, recueil de plusieurs centaines de commentaires sur le Nouveau Testament, dont quelques-uns copiés littéralement de la Missão abreviada, traité de près d’un millier de pages, publié pour la première fois à Porto en 1873, dont se servaient les missionnaires envoyés dans les territoires d’outre-mer portugais au XIXe siècle et dont l’auteur, José Gonçalves Couto, prêchait l’imminence de l’apocalypse avec force allusions sanglantes à la mort, au paradis et à l’enfer, au jugement dernier, et à la passion du Christ) ; et deuxièmement, d’un livre daté de janvier 1897, au contenu semblable composé d’homélies et de commentaires, mais auxquels s’ajoute à présent l’expression de son rejet de la République, et dans lesquelles on trouve des attaques contre les protestants, la franc-maçonnerie, les juifs, le mariage civil et l’esclavage (à propos de l’abolition duquel il précise bien que la princesse Isabel n’avait fait en l’occurrence qu’exécuter les instructions de Dieu). Si l’ouvrage de Couto contenait de constantes menaces de damnation éternelle et de perdition, et qu’il imputait au péché les tremblements de terre, les épidémies, la famine et les guerres (conception au demeurant assez en accord avec la tradition culturelle nordestine), la base de la prédication d’Antônio Conselheiro était constituée néanmoins d’homélies familières, insistant sur l’éthique, la moralité, les vertus du travail assidu, la piété, et surtout sur la pénitence. Ses carnets par ailleurs se vouaient à dénoncer les forces du mal et condamnaient l’expulsion des jésuites hors du Brésil par les autorités portugaises ; quant à la République, elle s’était constituée sur la base d’un principe faux et devait dès lors être considérée comme dépourvue de tout fondement légitime ; c’est de Dieu que le prince Pedro III détenait le pouvoir légitime de gouverner le Brésil. Le Dieu d’Antônio Conselheiro apparaît comme un souverain absolu, austère et exigeant, une figure éloignée, qui n’octroie la rédemption qu’au prix de la douleur physique et de l’humiliation.
Un élément central de la prédication du Conselheiro est l’idée millénariste. Le millénarisme, au sens classique, consiste dans la quête d’une rédemption totale, imminente, absolue, obtenue ici bas, par une démarche collective. Plus spécifiquement, et dans le cas qui nous préoccupe, le terme recouvre des mouvements sociaux cherchant à opérer des changements massifs et radicaux en accord avec un projet prédéterminé supposément divin. Dans la tradition millénariste chrétienne, qui remonte à saint Jean, le Christ est censé revenir sous les espèces d’un guerrier, d’établir son royaume, puis de régner pendant mille ans. Les mouvements messianiques prédisaient que le salut universel serait réalisé par la montée sur le trône d’un messie ; dans la chrétienté, les mouvements millénaristes sont, par définition, également messianiques. Les membres de la communauté millénariste étaient souvent amenés à rejeter l’ordre social existant et à vouloir se retirer de celui-ci. Il s’ensuit parfois des épisodes de violence, sous la forme soit d’attaques menées par les croyants contre les autorités établies, soit, comme dans le cas de la communauté de Canudos, par les autorités établies contre la communauté millénariste.
Le messianisme du Conselheiro tendit par ailleurs à se confondre avec le sébastianisme, resté traditionnel dans le sertão nordestin. Cette croyance, basée sur le mythe de la résurrection glorieuse de l’ancien roi de Portugal dom Sébastien, mort sur le champ de bataille en 1578 alors qu’il tentait d’étendre la domination portugaise en Afrique, se maintint au Portugal jusqu’au XIXe siècle et prit corps au Brésil sous la forme de divers mouvements messianiques, tels que ceux de Cidade do Paraíso Terrestre (Ville du Paradis terrestre) et de Pedra Bonita, tous deux implantés dans le Pernambouc, ou celui du Contestado, dans le sud du pays. Le mythe fut ravivé par les Canudenses, qui espéraient que Sébastien reviendrait avec ses armées pour battre les forces de la République.
Pour les millénaristes et pour Antônio Conselheiro, la vie sur terre étant une épreuve, un passage ardu vers la vie éternelle, il y a lieu de récuser les biens de ce monde. Antônio Conselheiro se fit donc un apôtre de la charité, encore qu’il mît l’accent surtout sur les œuvres physiques, entre autres la reconstruction des chapelles et la remise en état des cimetières. En outre, craignant l’avènement de l’Antéchrist et sûr que la fin du monde était proche, laquelle serait précédée d’une série d’années de malheurs, il esquissait une morale en accord avec l’imminence de la catastrophe finale et du jugement dernier subséquent. Dans cette perspective, il était vain en particulier de vouloir conserver fortunes et possessions, et le prédicateur exhortait donc ses fidèles à renoncer à leurs biens terrestres, voués de toute manière à sombrer dans une apocalypse prochaine. De même, il fallait abjurer les joies fugaces, repousser la plus légère pointe de vanité, et transformer la vie en un rigoureux purgatoire. La beauté, le visage tentateur de Satan, était à proscrire, spécialement la coquetterie féminine. Il préconisait la chasteté et en vint à éprouver une horreur absolue pour la femme, sur lesquelles il se refusait même à porter le regard, y compris sur les vieilles dévotes, préférant leur tourner le dos lorsqu’il avait à s’adresser à elles. Ceci peut paraître contradictoire avec l’amour libre qui semblait régner à Canudos ; la contradiction s’estompe quand on songe qu’une débauche sans plaisir du moins exclut la vanité qu’est susceptible d’amener une trop parfaite vertu. Selon Da Cunha, ces commandements aboutirent à quasiment abolir le mariage.
Ainsi, le village de Canudos ne représentait-il, dans l’optique millénariste, qu’une vallée de larmes terrestre, un passage transitoire dans l’attente du jugement dernier et de l’avènement de la fin du monde. La rhétorique d’Antônio Conselheiro comportait force références apocalyptiques et dut certes, quand même elle empruntait abondamment à des sources liturgiques reconnues par l’Église, notablement au missel du père Couto, perturber quelques-uns parmi ceux qui s’attendaient à trouver à Canudos des pratiques plus orthodoxes et qui avaient coutume de prendre moins littéralement les mises en garde apocalyptiques de la doctrine catholique officielle. Il fulminait d’autre part contre la République à cause de l’adoption du mariage civil, et à un moment, il fut témoin (et peut-être l’instigateur) de la destruction par le feu de placards républicains annonçant de nouvelles taxations. Cependant, cet acte de défi faisait alors partie, et n’en était qu’un parmi d’autres, d’une campagne d’opposition politique à l’échelle de tout l’État de Bahia.
De façon générale donc, le texte de ses homélies et de ses prêches dénote une vision théologique en accord avec les enseignements de l’église au XIXe siècle, quelque choquant qu’ait pu paraître son insistance sur la pénitence, le péché individuel, et l’imminence du jugement dernier. Mais d’autre part, Antônio Conselheiro, comme le clergé local, avait conscience de ce que l’Église de Rome s’appliquait à restaurer la pleine autorité du Vatican dans les sertões et que les campagnes alors menées visant à introduire la néo-orthodoxie étaient susceptibles de mettre en péril la déjà fort ancienne tradition locale d’autonomie des paroisses. Selon Antônio Conselheiro, l’Église comme institution doit être véridique et légitime ; elle est sujette à la tentation autant que toute autre institution, lors même qu’elle fut fondée par le Christ. Tout en marquant son opposition à l’Église catholique romaine et sa hiérarchie, qui selon lui avait perdu sa gloire et faisait allégeance au démon, il réussissait, par ses prédications, à rivaliser avec celles des capucins ambulants des missions catholiques.
À l’issue de ses homélies, il ordonnait des pénitences, qui bien souvent profitaient aux bourgs visités. Ainsi, des temples ruinés étaient-ils remis en état, des cimetières à l’abandon restaurés, de nouvelles églises et chapelles érigées. Tandis que les nantis livraient sans compensation les matériaux nécessaires, les maçons et charpentiers fournissaient bénévolement leur force de travail et leur savoir-faire, et le peuple se chargeait d’acheminer les pierres.
Antônio Conselheiro s’était fortement opposé à l’esclavage, tant dans ses prêches que dans ses écrits, s’attirant la colère des grands fermiers et des autorités. Par suite de l’abolition, le nombre de ses ouailles s’accrut considérablement, et il est estimé que plus de 80 % en étaient d’anciens esclaves. En outre, il estimait que la monarchie était une émanation de Dieu et que la république fraîchement proclamée, instituant la séparation de l’Église et de l’État et le mariage civil, était moralement répréhensible et appelée à ruiner le pays et la famille, représentant donc une sorte de nouvel Antéchrist. Il intensifia sa critique politique et sut ainsi, autour de ces positions, rallier à lui tout le mouvement social, exacerbant jusqu’à la terreur hystérique la nervosité générale qui régnait chez les grands propriétaires terriens, les ecclésiastiques et les autorités gouvernementales.
Son opposition monta en puissance en 1893, lorsque, à la faveur de l’autonomie communale octroyée par la nouvelle autorité centrale, et comme il se trouvait alors à Bom Conselho, dans l’État de Pernambouc, apparurent, sur les panneaux d’affichage communaux, des édits annonçant le recouvrement des impôts ; irrité, il rassembla, selon le récit de Da Cunha, les habitants un jour de marché et ordonna de faire un bûcher de ces panneaux, prêchant ouvertement, au milieu des cris séditieux, la désobéissance aux lois. Cet incident le mit directement dans le collimateur des forces de répression du nouveau régime.
Les petits cahiers qui, rédigés par des habitants de Canudos, furent découverts en grand nombre dans les masures du village après la conquête de celui-ci par les troupes gouvernementales en octobre 1897, constituent une importante source de la pensée et de la prédication de Conselheiro. Dans tel cahier, on lit: « il pleuvra une grande pluie d’étoiles et ce sera la fin du monde. En 1900 s’éteindront les lumières. », dans tel autre : « En 1896, ce seront mille troupeaux à courir, de la plage au sertão ; alors le sertão deviendra plage et la plage deviendra sertão. En 1897, il y aura plus d’herbe que de bœufs et un seul berger et un seul troupeau. En 1898, il y aura beaucoup de chapeaux et peu de têtes. En 1899, les eaux tourneront en sang (…). Il pleuvra une grande pluie d’étoiles et ce sera alors la fin du monde. En 1900 s’éteindront les lumières. Dieu a dit dans l’Évangile : j’ai un troupeau qui chemine hors de cette bergerie et ils doivent être réunis parce qu’il y a un seul pasteur et un seul troupeau ! »

### Attitude des autorités
Au commencement, les curés de village étaient peu enclins à se formaliser des activités et prédications de Conselheiro. D’après le témoignage laissé par un haut gradé de l’armée régulière, les curés, en général, permettaient sinon encourageaient ces pratiques qui, si elles ne leur rapportaient rien directement, constituaient un incitatif à tous les actes d’où le clergé tirait des revenus, comme les baptêmes, les dîmes, les fêtes et les neuvaines.
Néanmoins, en 1882, l’archevêque de Salvador s’appliqua à mettre un terme à cette bienveillance et adressa à tous les curés de paroisse une note circulaire épinglant les doctrines superstitieuses, la morale « excessivement rigide » par lesquelles Conselheiro « trouble les consciences et affaiblit en conséquence l’autorité des Pères des paroisses de ces lieux », etc.
Antônio Conselheiro revenant sans cesse à Itapicuru, les autorités policières de cette localité finirent par appeler l’attention de leurs supérieurs à Bahia, par voie d’une lettre officielle, faisant état de ce que : 

« (…) des centaines et des centaines de personnes l’accompagnent, l’écoutent et accomplissent ses ordres de préférence à ceux du curé de la paroisse. Leur fanatisme n’a pas de limites, (…) et je peux vous affirmer qu’ils l’adorent, comme s’il était le Dieu vivant. Les jours de sermons, de prières et de litanies, la foule avoisine les mille personnes. Pour la construction de la chapelle dont la recette hebdomadaire est presque de cent mille réis — dix fois plus que ce qui devait être payé —, des hommes du Ceará sont employés, auxquels Antônio Conselheiro accorde la protection la plus aveugle, tolérant et dissimulant les attentats qu’ils commettent, et cet argent provient d’individus crédules et ignorants, qui non seulement ne travaillent pas, mais vendent le peu qu’ils possèdent et en arrivent même à voler pour que rien ne vienne à manquer (…).
(…) l’individu Antônio Vicente Mendes Maciel qui cause de grands dommages à la religion et à l’État en prêchant des doctrines subversives, détourne le peuple de ses obligations et l’entraîne à sa suite, en cherchant à le convaincre qu’il est le Saint-Esprit »

Les réactions hostiles des autorités, tant politiques qu’ecclésiastiques, gagnèrent en ampleur, —Antônio Conselheiro se vit désormais interdit, à la suite de la circulaire de l’évêque de la Bahia de 1882, de prêcher dans les églises du diocèse — et finirent par l’ulcérer. Ses conflits avec les autorités s’aggravèrent encore avec la proclamation de la République, à laquelle il s’opposait, critiquant la levée de nouveaux impôts, la sécularisation des cimetières et la création du mariage civil et l’état civil des décès et des naissances. Il avait une croyance mystique dans la monarchie, forme politique tenue pour éternelle et bénie par Dieu. Il pensait que la restauration du trône et le retour de la famille royale étaient des faits aussi inévitables que le lever du soleil au début de chaque nouvelle journée.
La violence éclata finalement en 1893, quand les conselheiristas, après qu’ils se furent rebellés ouvertement à Bom Conselho et protesté contre les impositions décidées par le nouveau gouvernement républicain et jugées accablantes, puis, mesurant la gravité de leur forfait, eurent pris leur parti de quitter la localité en prenant la route du nord, en direction de Monte Santo, furent pris en chasse par une importante force de police, partie de la capitale de l’État, où l’on avait eu connaissance des événements de Bom Conselho. Antônio Conselheiro et ses sectateurs, dont le nombre n’excédait pas alors les deux cents hommes, furent rejoints par ledit détachement de police à Maceté, entre Tucano et Cumbe. Les trente policiers bien armés et sûrs d’eux-mêmes se heurtèrent pourtant à de vaillants jagunços, par qui ils furent mis en déroute et contraints de fuir. Antônio Conselheiro et ses adeptes, redoutant des persécutions plus énergiques, préféraient à présent éviter les endroits peuplés et se dirigeaient plutôt vers le désert, vers la caatinga, certains d’être à l’abri dans la nature sauvage. Ce calcul se confirma, car les 80 soldats d’infanterie dépêchés de Bahia ne dépassèrent pas Serrinha, où ils firent demi-tour sans avoir osé s’aventurer dans le sertão.

### Le village de Belo Monte
En 1893, las de tant de pérégrinations à travers les hautes terres, et se trouvant alors hors-la-loi, Conselheiro résolut d’établir, sur la rive nord du fleuve Vaza-Barris, un foyer de peuplement permanent pour sa troupe sans cesse grandissante de quasi-insurgés. Près de la ville de Monte Santo, dans l’extrémité nord-est de l’État de Bahia, dans la zone nommée Canudos, il fonda ainsi le village de Belo Monte, dans un domaine agricole abandonné situé au milieu des montagnes.

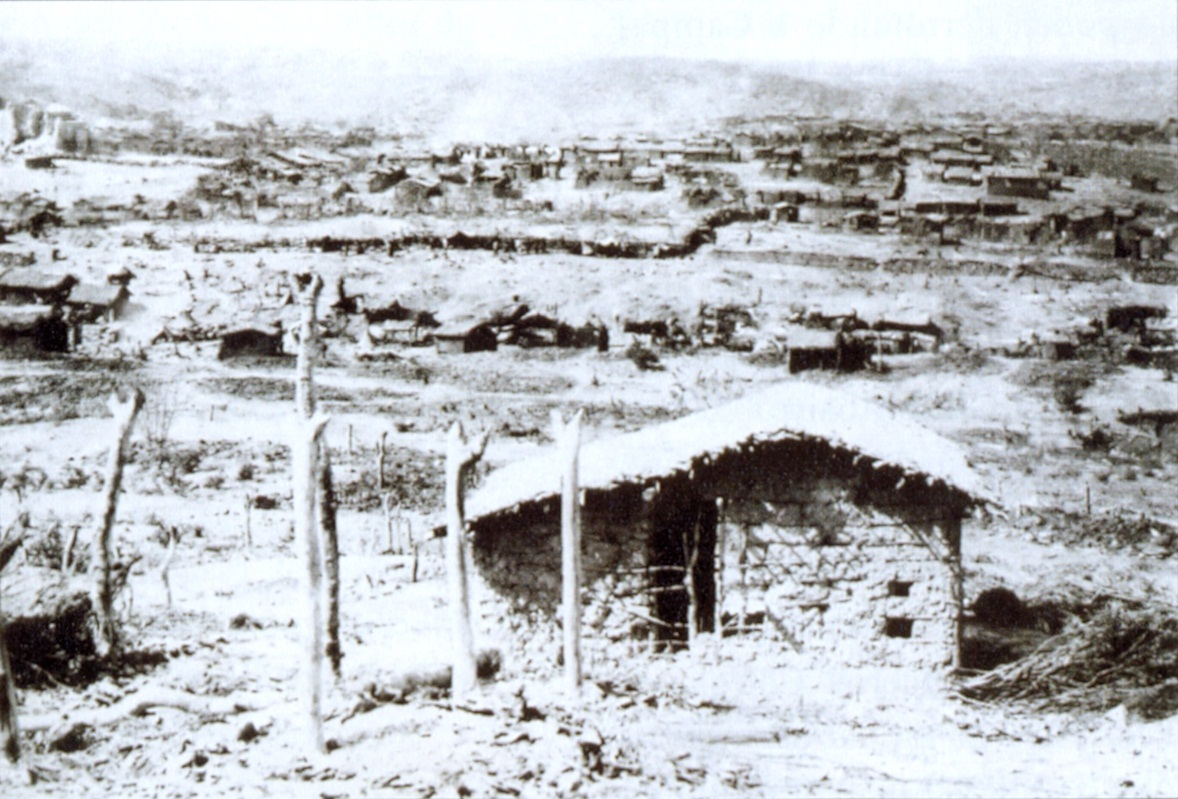
Le village de Canudos vers 1895. Photographie de Flávio de Barros.

Lorsqu’Antônio Conselheiro et ses adeptes arrivèrent sur le site de Canudos, il y avait là environ 500 masures de torchis, éparpillées autour de la maison domaniale en ruines. Une fois la troupe installée sur le site, et sitôt que ses aides lui eurent trouvé un abri, Antônio Conselheiro se retira dans un état passif, dont il n’émergeait plus guère que pour travailler à la restauration de la vieille église, à la conception d’un cimetière et à la construction de la nouvelle église de Canudos, dont il établit les plans lui-même et qui ne devait jamais être achevée, ou pour prêcher. Plus tard, lorsque les hostilités eurent éclaté, on le déménagea vers une demeure plus sûre, dite « sanctuaire », devant laquelle des gardes armés se relayaient de quatre heures en quatre heures, et ce 24 heures sur 24.
Il avait une influence apaisante sur ses adeptes. En 1893, lorsque les travaux sur la vieille église furent achevés, le bâtiment restauré fut reconsacré en grande pompe par le curé du village de Cumbe voisin, le père Sabino, avec accompagnement musical et feu d'artifice. Cette célébration festive semble dénoter un aspect nouveau de sa personnalité et donne à penser qu’une fois établi à Belo Monte, il eût assoupli ses austères normes de conduite. De même, le feu d'artifice qu’il fit tirer pour la saint Jean fut le plus impressionnant jamais vu dans la région.
Parmi les Canudenses, il y avait un millier environ de sertanejos qui avaient été auparavant vaqueiro, c'est-à-dire gardiens de bétail ; certains ont pu être des déserteurs de l’armée ou de la police, et d’autres avaient été des esclaves fugitifs ou des serfs avant l’abolition. Da Cunha et d’autres leur donnèrent le nom collectif péjoratif de jagunços, signifiant à la fois « une race de métisses… viriles et aventureux » et des individus « incohérents, de tempérament inégal et turbulent » ; toutefois, même à Canudos, seul un petit nombre — les gardes du corps d’Antônio Conselheiro et quelques-uns de ses combattants — étaient de véritables jagunços. C’est dans leurs rangs qu’Antônio Conselheiro choisissait ses combattants, lesquels possédaient une connaissance intime de la topographie et étaient invariablement munis de couteaux et de carabines.
Les vaqueiros de Canudos faisaient paître leur bétail dans des espaces larges et ouverts et se trouvaient ainsi livrés au terrain rocailleux et recuit par le soleil, aux maladies épizoötiques du bétail, aux alternances de pluies torrentielles et de sécheresses, et aux maraudeurs et voleurs de bétail, contre lesquelles il leur fallait se défendre. Ces gardians vêtus de cuir avaient une farouche résilience au combat, attachaient peu de prix à leur vie, et n’avaient pas leur pareil comme cavaliers de l’armée et comme fantassins. Cependant, c’est à tort que Da Cunha caractérise la population sertanejo tout entière (et donc celle de Canudos) comme pastorale, car la majorité de la population vivait d’agriculture sédentaire et de petit commerce. De plus, les personnes composant les légions d’Antônio Conselheiro étaient de provenance très diverse, venues dans une mesure égale de zones rurales et urbaines de la région, y compris du Recôncavo, des localités du Tabuleiro près de la côte, voire de hameaux sis à plusieurs centaines de km de distance dans le Pernambouc ou dans la Paraíba, même si les campagnards des localités voisines formaient certes la majorité. D’autre part, quoique composée principalement de caboclos, la population de Canudos présentait une palette d’origines ethniques, sociales et économiques plus large qu’il est admis traditionnellement, et tant s’en faut qu’ils fussent tous des mendiants et des vagabonds. À titre d’exemple, les propriétaires de deux fermes où Antônio Conselheiro s’était arrêté plusieurs années auparavant auraient vendu leurs biens pour aller rejoindre les Canudenses.
Dans ce village, où les sans-abri du sertão et les victimes de la sécheresse étaient reçus à bras ouverts par Antônio Conselheiro, celui-ci, se faisant assister par un comité local de gouvernement composé de 12 « apôtres » ou anciens, mit en place un système social d’allure communiste, basé sur la division du travail et de la production, et sur la propriété commune. Le mariage civil et la monnaie officielle furent abolis, les tavernes, boissons alcoolisées et la prostitution interdites ; la criminalité y était rigoureusement bridée, et la pratique religieuse y était obligatoire. Tous obtenaient accès à la terre et au travail sans avoir à subir de brimades des contremaîtres des fazendas traditionnelles. La réputation de Canudos — « lieu saint » selon les adeptes — se répandit rapidement à travers tout le nord-est du Brésil, et le lieu passa bientôt pour la terre promise et pour un pays de cocagne. D’anciens esclaves noirs, des Indiens déracinés et des métis appauvris et privés de terre se mirent à affluer en grand nombre. Un an après sa fondation, Canudos comptait déjà 8 000 nouveaux habitants ; en 1895, sa population avait augmenté à plus de 30 000 personnes, occupant 5 000 logements. Deux églises et une école furent édifiées, et le commerce et l’agriculture étaient de mieux en mieux organisés.
La population vit des ressources agricoles du lieu, dans un système de production semi-communautaire, et du commerce du bétail et du cuir. Mais souvent, lorsque les vivres manquent, des fazenda et des petits bourgs sont envahis par les jagunços du Conselheiro qui y cherchent des vivres. Même si l’ampleur de ces rapines a sans doute été exagérée, la peur s’installe dans toute la région. Il n’est pas exclu d’autre part que les jagunços d’Antônio Conselheiro aient participé aux campagnes électorales, en jouant le rôle de fósforos (rabatteurs de voix), probablement pour le compte du gouverneur Luís Viana.
Mais ce qui surtout finira par provoquer l’hostilité est la perturbation occasionnée par Canudos dans la société traditionnelle, soudainement confrontée à une communauté parallèle ayant son système propre. Les grands propriétaires, au premier rang desquels le baron de Jeremoabo, et le clergé, se sentant ménacés dans leur pouvoir, d’autant plus que certains des nouveaux résidents étaient des jagunços, naguère encore mercenaires au service des grands propriétaires terriens, commencèrent à se concerter, à mobiliser leur entregent dans la capitale Salvador, et à appeler les autorités de l’État de Bahia à réprimer le mouvement. Quelque temps auparavant, une visite à Canudos de deux frères capucins fut impuissante à calmer la population et l’un des deux accusa (à faux) Antônio Conselheiro de tenter d’organiser une sédition monarchiste.
Le prétexte à la répression survint en novembre 1896 lorsqu’une querelle opposa les conselheiristas à un marchand de bois de la ville de Juazeiro. Un lot de bois de charpente, commandé par Antônio Conselheiro et payé comptant, fut expédié par bateau jusqu’au port de Juazeiro. La marchandise cependant fut confisquée par le magistrat en chef de la ville, Arlindo Leoni, allié de Viana, qui avait été juge à Bom Conselho deux ans auparavant et obligé de fuir quand les jagunços attaquèrent la localité, et qui vit l’occasion belle de régler un vieux compte. Feignant de redouter une invasion, il lançait des appels frénétiques au gouvernement provincial et envoya un télégramme urgent, demandant des troupes « pour assurer la sécurité de la population et arrêter l’exode des habitants ». Viana, jusque-là toujours réticent à intervenir contre Canudos, fut amené, sous la pression politique, à agir enfin.

## La guerre de Canudos

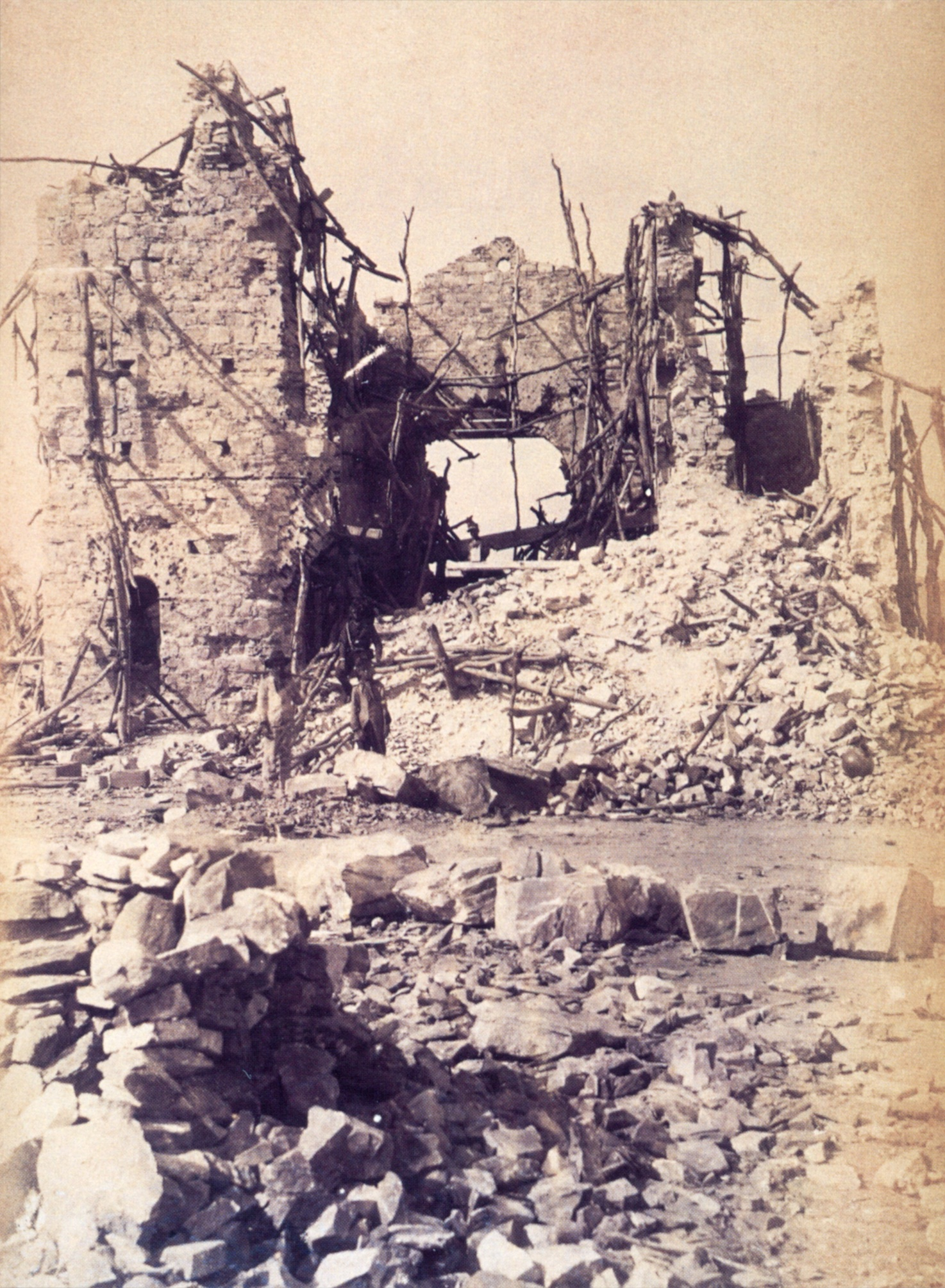
Ruines de la nouvelle église de Canudos, que Conselheiro était occupé à édifier et qui fut détruite par les opérations militaires. Photographie de Flávio de Barros.

La guerre menée contre Canudos et la destruction du village s’expliquent moins par l’anti-républicanisme d’Antônio Conselheiro que par l’effet conjugué de facteurs politiques (rivalités entre factions opposées, notoirement entre vianistes et gonçalvistes, au niveau de l’État de Bahia), de l’attitude de l’Église (qui voyait d’un mauvais œil les activités peu orthodoxes des beatos et des prédicateurs et se proposait de reprendre la main dans le sertão), et des pressions de la part des grands propriétaires terriens (qui s’inquiétaient de la pénurie de main-d’œuvre provoquée par les nombreux départs vers Canudos et craignaient que l’ancien équilibre politico-social de la région ne finît par être mis en péril). Ensuite, la colonie de Conselheiro devint l’enjeu indirect et l’abcès de fixation d’autres conflits, à l’échelon national cette fois, conflits liés à la succession du président Prudente de Morais et opposant différents groupements et factions, p.ex les civilistes contre les militaristes. La guerre de Canudos servit de prétexte à réprimer les groupes monarchistes et les secteurs dits jacobins, et contribua à instaurer le système de gouvernement dit politique des gouverneurs, imaginé par le président Campos Sales, dans le cadre duquel les élites civiles de Minas Gerais et de São Paulo allaient se succéder les unes aux autres à la tête de l’État central.
L’incident du bois de charpente contraignit Luís Viana, alors gouverneur de Bahia, à céder finalement aux instances des propriétaires fonciers du sertão et à dépêcher sur Juazeiro début novembre 1896 un détachement de police, lequel, placé sous le commandement du lieutenant Pires Ferreira, lança la première des quatre expéditions contre Canudos. La troupe, comprenant une centaine d’hommes, fut cependant attaquée par surprise à Uauá, dans la matinée du 13 novembre, par les fanatiques d’Antônio Conselheiro, armés d’escopettes et de coutelas. Au terme d’une lutte au corps-à-corps, l’on dénombra plus de cent-cinquante cadavres du côté des conselheiristas, tandis que l’on déplorait en face la mort de huit policiers et de deux guides. Ces pertes, encore que jugées « insignifiantes numériquement », selon les paroles du commandant, motivèrent pourtant le retrait des troupes bahainaises.
À la suite de cette défaite, Viana ne put faire autrement que de solliciter l’aide des autorités fédérales. Une deuxième expédition militaire contre Canudos fut bientôt mise sur pied et se mit en mouvement le 29 décembre 1896, mais, peu au fait des réalités du terrain, souffrant de  moyens logistiques insuffisants, et désarçonnée par les tactiques guerrières de l’adversaire, faites d’embuscades et d’attaques surprise, cette deuxième expédition fut à son tour refoulée par les conselheiristas.
En 1897 fut lancée la troisième expédition, sous les ordres cette fois du capitaine Antônio Moreira César, surnommé o Corta-Cabeças (le Coupe-têtes), en référence à ses états de service lors de la répression de la Révolution fédéraliste dans le Rio Grande do Sul. Mais, accoutumé aux combats traditionnels, Moreira César n’était pas préparé à ce type d’opérations, commit les mêmes erreurs que les commandants précédents, et fut malencontreusement tué lors d’une charge de cavalerie contre le village. La troupe ainsi décapitée, poursuivie avec hargne par les rebelles, s’enfuit alors en un sauve-qui-peut général, laissant derrière elle armements modernes et munitions. Pour les conselheiristes, cette victoire constituait une preuve patente de la « sainteté » du bienheureux de Belo Monte.
À Rio de Janeiro, où l’on soupçonnait (à tort) Canudos de faire partie d’une vaste conspiration monarchiste soutenue de l’étranger, l’écrasement des jagunços devint un enjeu existentiel pour la jeune république et une question d’honneur pour l’armée. Une quatrième et ultime expédition contre Canudos, forte de plus de quatre milliers d’hommes, fut engagée le 5 avril 1897 ; cette fois, les troupes républicaines, non sans de nombreux déboires, et quoique commettant les mêmes erreurs que les expéditions précédentes (système d’approvisionnement défaillant, méconnaissance du terrain, sous-estimation de l’adversaire, inadéquation des tactiques), réussit, à l’issue de plusieurs mois de dur combat, à s’emparer, morceau par morceau, du village rebelle et à le détruire intégralement, y compris en massacrant quasiment tous ses habitants.

### Mort de Conselheiro et destin de ses restes

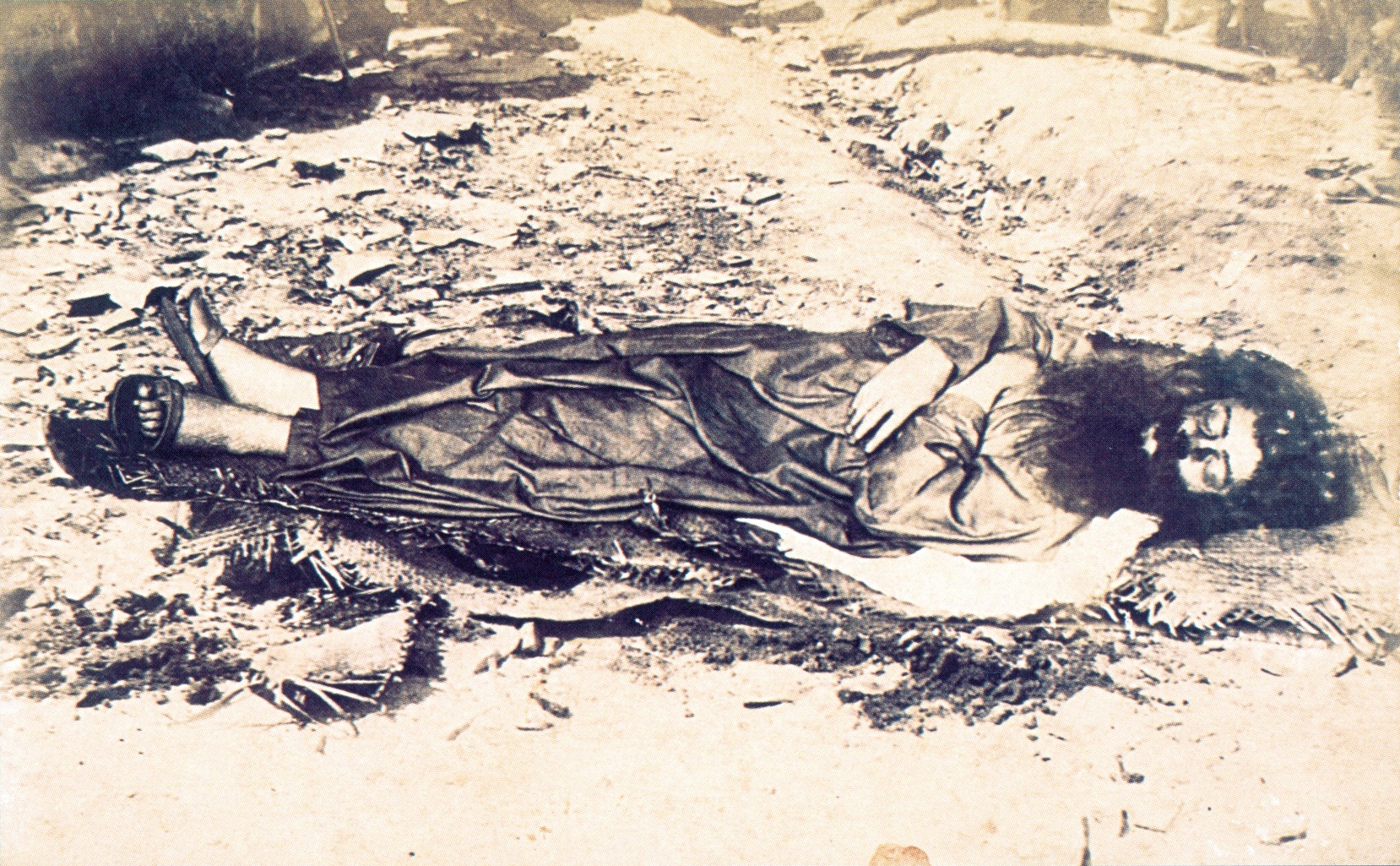
La seule photo connue d'Antônio Conselheiro, prise après son déterrement, et peu avant sa décapitation, en septembre 1897. Photographie de Flávio de Barros.

Antônio Conselheiro mourut le 22 septembre 1897, deux semaines environ avant l’assaut final lancé contre Canudos, sans que la cause de sa mort ait pu être établie avec certitude. Les causes de décès le plus souvent citées sont des blessures consécutives à l’explosion d’une grenade, et une grave dysenterie. Pendant près d’une semaine, son proche entourage ne voulut pas l’enterrer, s’attendant, ainsi que Conselheiro l’aurait prophétisé, à ce qu’après trois jours il ressuscitât en chair et en os pendant que des milliers d’archanges strieraient le ciel de leurs flèches enflammées. Mais, lorsque l’odeur de décomposition fut devenue trop pénétrante, ils se résignèrent à contre-cœur à l’inhumer.
Quelques jours plus tard, avant que Canudos ne fût entièrement détruit et incendié, le commandement militaire donna l’ordre d’exhumer le cadavre du Conselheiro. D’après le récit de Da Cunha, son corps

« (…) gisait dans une des masures voisines de la nouvelle église, et fut trouvé grâce aux indications d’un prisonnier. Une fois enlevée une légère couche de terre, apparut — dans le triste suaire d’un drap immonde, sur lequel des mains pieuses avaient répandu quelques fleurs flétries, et reposant sur une vieille natte de jonc — le corps du « légendaire et barbare » agitateur. Il était hideux. Enveloppé de son vieil habit bleu de coutil américain, les mains croisées sur la poitrine, le visage tuméfié et sale, les yeux profonds remplis de terre — ceux qui l’avaient approché de près pendant sa vie eurent du mal à le reconnaître. On le déterra soigneusement pour qu’il ne se désarticulât pas… »

C’est à cette occasion que l’on prit, après exhumation du corps, l’unique photo jamais faite du personnage, avant que, sur l’ordre du chirurgien en chef de l'armée, le major Miranda Curió, sa tête ne fût séparée du corps au moyen d’un coutelas. La tête fut fichée sur une pique, puis transportée au littoral, où elle fut brandie en tête de parades militaires, à la vue de tous, dans chaque grande ville de la côte nord-est, puis finalement remise à la faculté de médecine de l’université fédérale de Bahia à Salvador, pour y être examinée par le Dr Raimundo Nina Rodrigues, à la recherche d’éventuelles anomalies congénitales, attendu que selon les conceptions scientifiques de cette époque la folie, la démence et le fanatisme devaient pouvoir se détecter dans les traits du visage, dans la forme du crâne et dans les circonvolutions du cerveau. Nina Rodrigues toutefois arriva à la conclusion que c’était là un crâne « normal » de métis, exempt de signes d’anomalie ou de dégénérescence, ce qui était supposé confirmer le diagnostic psychiatrique déjà établi tendant à voir dans la rébellion de Canudos le résultat de la contamination d’une population fétichiste par un délirant chronique.
La tête d’Antônio Conselheiro fut détruite par l’incendie qui se déclara le 3 mars 1905 dans l’ancienne faculté de médecine du Terreiro de Jesus, à Salvador de Bahia, où elle était conservée depuis la fin de la guerre de Canudos.

## Antônio Conselheiro psychopathe?

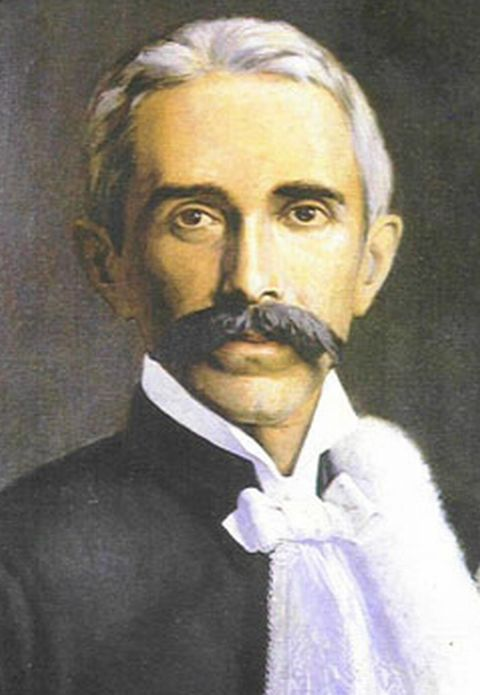
Le docteur Raimundo Nina Rodrigues, médecin légiste et chercheur, fut chargé de disséquer le cerveau d'Antônio Conselheiro.

Parmi les justificatifs de la guerre d’annéantissement de Canudos — prosélytisme monarchiste, barbarie contre civilisation, atteinte à l’ordre public, déprédations, etc. — figure aussi la thèse selon laquelle Canudos aurait été le produit de la psychose individuelle d’Antônio Conselheiro doublée d’une psychose collective, thèse que le seul fait que Canudos a existé et prospéré pendant plusieurs années suffirait à réfuter, mais que beaucoup de promoteurs de la république et d’observateurs du littoral se complaisaient à invoquer. Le diagnostic de démence, plus spécifiquement de psychose systématique progressive (terme équivalent au délire chronique proposé par Valentin Magnan) et de paranoïa, établi à l’endroit d’Antônio Conselheiro par une grande autorité médicale de l’époque, le Dr Raimundo Nina Rodrigues, et sur lequel iront s’appuyer la plupart des écrits sur Canudos et des comptes rendus rédigés après les événements (sans exclure l’ouvrage d’Euclides da Cunha), constitue aujourd’hui encore un obstacle à la reconnaissance des mérites de Conselheiro comme chef de communauté, qui avait pris sur lui d’organiser et de gérer un groupe de plus de 24 000 personnes dans un environnement extrêmement adverse, voire comme un homme religieux animé d’un véritable idéalisme chrétien.
Les imputations de folie et de fanatisme, combinées aux conceptions alors en vogue issues de la psychologie des foules et inspirées des travaux de Gustave Le Bon (1841—1931) ou au concept d’insanité morale élaboré par Henry Maudsley (1835–1918), étaient d’autre part à l’origine de toute une théorie tendant à interpréter les révoltes sociales comme résultant de l’influence et de l’action d’une personnalité psychopathique au sein d’un environnement marqué par l’ignorance, la pauvreté ou la dégénérescence, incluant dans ces facteurs psychosociaux des caractéristiques biologico-raciales.
À Salvador, la personnalité d’Antônio Conselheiro était mesurée, évaluée et interprétée par des médecins et universitaires en vue, au premier rang desquels le médecin légiste et chercheur Nina Rodrigues, qui était alors professeur en médecine légale à la faculté de médecine de Salvador, et qui s’appliquait à chercher avec une extrême minutie sur des cadavres de fous et de délinquants avérés les stigmates physiques de leur déviance. Ses écrits, qui rendent compte de ces travaux et dont Da Cunha eut connaissance, posèrent les jalons d’une anthropologie criminelle du Brésil, soucieuse de prendre aussi en compte les particularités raciales et culturelles du pays. Il examina les caractères physiques des criminels et, plus spécialement, de la population mulâtre, pour tenter d’y détecter des symptômes de dégénérescence liées à la mixité raciale. C’est à lui que le crâne du Conselheiro sera confié pour expertise, eu égard à la réputation qu’il avait acquise dans ce domaine par ses théories sur les effets dégénératifs de la mixité raciale et du lien qu’il avait établi entre maladie mentale et « contagion messianique ». Ses thèses en la matière, qui ne faisaient que traduire la pensée de l’élite citadine non seulement sur la personnalité et l’état mental du Conselheiro, mais aussi sur la population du sertão en général, sont exposées plus particulièrement dans deux articles de sa main ; ce sont, d’une part, A loucura epidêmica de Canudos. Antônio Conselheiro e os jagunços (N.B. loucura = folie), rédigé juste avant la liquidation de Canudos et publié en novembre 1897, et d’autre part, A locoura das multidões. Nova contribução das loucuras epidêmicas no Brasil, paru d’abord en France dans les Annales médico-psychologiques en mai-juin 1898 sous le titre Épidémie de folie religieuse au Brésil. Nina Rodrigues y développe, alors qu’il se trouvait à Salvador, sa vision de la guerre de Canudos, centrant son interprétation sur la figure anachronique d’Antônio Conselheiro, le fou de Canudos, dont la folie lui paraît avérée, en dépit du caractère partiel des données qu’il a de sa biographie. On peut s’étonner de ce diagnostic à distance, établi sur la foi de témoignages invérifiables (et, plus généralement, du jugement péremptoire porté sur Antônio Conselheiro par divers chroniqueurs à qui il n’avait pourtant jamais été donné de le rencontrer), mais, écrit-il dans le premier de ces deux articles, « l’aliénation qui l’atteint est connue jusque dans ses moindres détails, et elle peut parfaitement faire l’objet d’un diagnostic à partir de données tronquées ou insuffisantes, comme celles que l’on possède sur l’histoire personnelle de cet aliené ». Ainsi n’hésite-t-il pas à plaquer sur Antônio Conselheiro ses présupposés théoriques inspirés des thèses lombrosiennes, et relève-t-on, dans son analyse de la personnalité du Conselheiro, des termes et des segments de phrase tels que « aliéné », « cristallisation du délire d’Antônio Conselheiro dans la troisième période de sa psychose progressive », « délire chronique », « psychose systématique progressive », « paranoia primaire », « folie hallucinatoire », « relation avec Dieu de nature probablement hallucinatoire », « délire de persécution », « folie hypochondriaque », « aliéné migrateur », « phase mégalomaniaque de sa psychose », « aliéné pris d’un délire religieux (en) » etc, sans oublier le titre même de son article, la Folie épidémique de Canudos, en soi très révélateur. Le texte comporte par ailleurs quelques assertions étonnantes, notamment qu’Antônio Conselheiro infligeait de mauvais traitements à sa femme, que celle-ci fut violée par un policier à Ipú avant qu’elle ne quittât le Conselheiro ; que sa personnalité comportait un côté violent et qu’à un certain moment il avait blessé son beau-frère ; et que ses fréquents changements d’emploi étaient le reflet de son instabilité et dénotait un « délire de persécution ». Selon Nina Rodrigues, Antônio Conselheiro aurait trouvé « une formule à son délire » et une expression à sa « mégalomanie » notamment sous la forme de la fustigation du luxe et du plaisir. Mais avant tout, Nina Rodrigues considère Antônio Conselheiro comme un perturbateur venu rompre un équilibre et ayant déréglé la « vie paisible de la population agricole du sertão » en préconisant, à la place d’une existence rangée, une « vie d’errance et de communisme ». Son arrestation (dans le cadre de l’enquête sur la mort de sa mère) sera l’occasion de voir révélée publiquement sa paranoia, le Conselheiro commençant alors en effet à agir comme le Christ et à être désormais possédé par une vision « hallucinatoire ».
Quant à Euclides da Cunha, s’il ironise, dans les dernières pages de Hautes Terres, sur Nina Rodrigues, comme le haut représentant de la science à qui il fut dévolu de prononcer « le dernier mot » au sujet de Canudos, on retrouve néanmoins, dans différents passages de son ouvrage, une série d’allusions à une pathologie mentale de Conselheiro, ainsi p. ex. page 174 : « Cette pensée régressive qu’il manifesta, caractérisant son tempérament vésanique, est certainement un cas notable de dégénerescence intellectuelle, mais tel qu’il était — incompris, déséquilibré, rétrograde, rebelle —, elle ne l’isola pas du milieu où il agit » ou page 183 : « Son existence mystérieuse l’auréola d’un prestige hors du commun, et aggrava peut-être son tempérament délirant. (…) Sa démence se reflétait dans l’admiration intense et dans le respect absolu qui en firent rapidement l’arbitre indiscutable de toutes divergences ou disputes, le conseiller favori de toutes décisions ». Da Cunha relève que Conselheiro fut victime d’une « crise d’hallucination » au début de sa période d’errances. De plus, selon Da Cunha, l’ancienne vendetta entre la famille du Conselheiro et une autre famille dans le Ceará aurait déterminé chez les descendants de ces familles une « prédisposition physiologique » transformant rancœurs et désirs de vengeance en traits héréditaires, d’une manière similaire aux personnages tragiques de la mythologie grecque. Da Cunha semble avoir projeté sur le Conselheiro plusieurs de ses obsessions personnelles, telles que sa propre peur de l’irrationnel, de la sexualité et de l’anarchie, et avoir été porté ainsi à forger un personnage tragique qui, manœuvré par des forces obscures et ancestrales, frappé de malédictions héréditaires, fut poussé à la folie et au conflit ouvert avec l’ordre social.
Pourtant, les prêches d’Antônio Conselheiro montrent un chef religieux très différent du fanatique mystique ou du prophète millénariste tel que dépeint dans Os Sertões ; ils révèlent au contraire un campagnard lettré, capable d’exprimer de façon articulée, ses conceptions politiques et religieuses, lesquelles du reste étaient en concordance avec un catholicisme traditionnel, jugé de bon aloi dans l’Église du XIXe siècle.

## Memorial Antônio Conselheiro

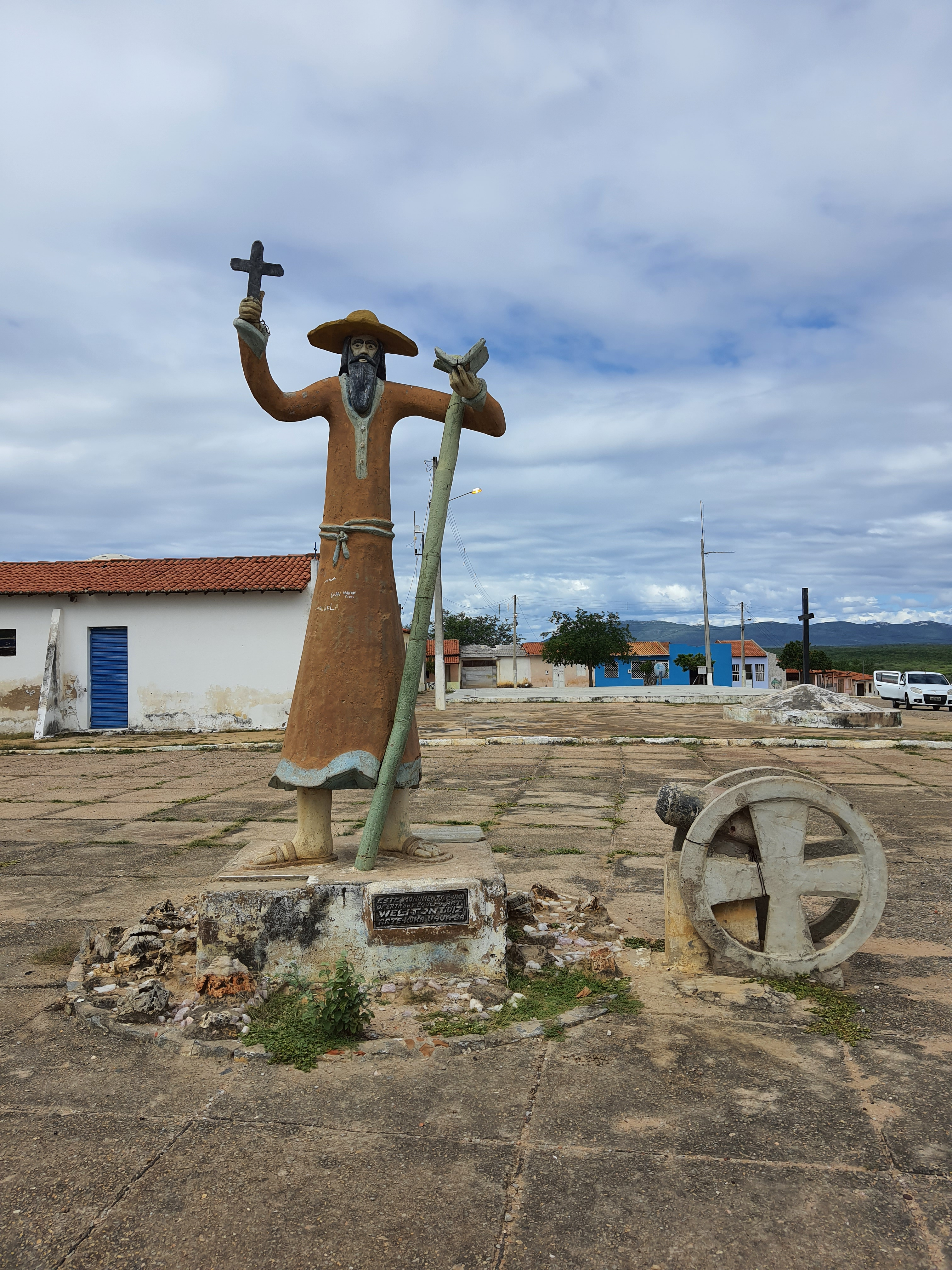
Statue d’Antônio Conselheiro à Canudos Velho, non loin des ruines de l’ancien village.

Deux centres culturels ont été créés en relation avec Antônio Conselheiro et la guerre de Canudos : l’un, situé dans le centre-ville de Quixeramobim, conte l’histoire de son principal protagoniste ; l’autre, sis à Canudos même, créé par le décret no 33.333 du 30 juin 1986 (Journal officiel de la république du Brésil du 1er juillet), est entretenu et administré en partenariat avec l’université de l’État de Bahia (UNEB).

## Littérature
En 1981, l’écrivain péruvien Mario Vargas Llosa fit paraître la Guerre de la fin du monde, récit romancé de la révolte de Canudos. Ce roman met en scène la figure d’Antônio Conseilheiro, le guide spirituel de cette révolte. Le désir de rendre compte par la fiction d’un évènement historique arrivé environ un siècle plus tôt, prend le parti de ne pas déflorer cette figure énigmatique. Antônio Conselheiro, toujours montré par les yeux d’un narrateur omniscient pour le reste de ses personnages, reste le personnage impénétrable de ce roman. 
Dans Chants d'utopie, premier cycle de Brice Bonfanti, le chant XVI du 2e livre est consacré à Antônio Conselheiro sous le titre : « Au désert dans le rêve commun d'une mer ». 